# David Lowell Rich
Pour les articles homonymes, voir Rich.
David Lowell Rich, né le 31 août 1920 à New York et mort le 21 octobre 2001 à Raleigh, est un réalisateur et producteur de cinéma américain. 

## Filmographie

### Comme producteur
- 1967 : Wings of Fire (TV)
- 1973 : Set This Town on Fire (TV)
- 1973 : Runaway (TV)
- 1974 : Aloha Means Goodbye (TV)
- 1975 : You Lie So Deep, My Love (TV)
- 1976 : Jim Bridger et Kit Carson (Bridger) (TV)
- 1984 : The Sky's No Limit (TV)

### Comme réalisateur
- 1950 : Big Town (série télévisée)
- 1952 : Police Story (en) (série télévisée)
- 1955 : Highway Patrol (en) (série télévisée)
- 1957 : Le gang attaque (en) (No Time to Be Young)
- 1957 : La Grande Caravane (Wagon Train) (série télévisée)
- 1957 : Maverick (série télévisée)
- 1958 : 77 Sunset Strip (série télévisée)
- 1958 : Senior Prom
- 1959 : Objectif, Vénus (Have Rocket, Will Travel)
- 1959 : Hey Boy! Hey Girl!
- 1959 : Law of the Plainsman (série télévisée)
- 1959 : Johnny Ringo (série télévisée)
- 1960 : The Barbara Stanwyck Show (en) (série télévisée)
- 1964 : See How They Run (en) (téléfilm)
- 1966 : Madame X
- 1966 : Les Fusils du Far West (The Plainsman)
- 1967 : Wings of Fire (TV)
- 1967 : The Borgia Stick (TV)
- 1967 : L'Homme de fer (Ironside) (série télévisée)
- 1967 : Rosie!
- 1968 : A Lovely Way to Die
- 1968 : Three Guns for Texas
- 1969 : Marcus Welby, M.D. (TV)
- 1969 : Les Griffes de la peur (Eye of the Cat)
- 1969 : Docteur Marcus Welby (Marcus Welby, M.D.) (série télévisée)
- 1970 : The Mask of Sheba (TV)
- 1970 : Berlin Affair (TV)
- 1971 : The Sheriff (TV)
- 1971 : Cannon (série télévisée)
- 1971 : Longstreet (série télévisée)
- 1971 : Sam Cade (Cade's County) (série télévisée)
- 1972 : Northeast of Seoul
- 1972 : Assignment: Munich (TV)
- 1972 : Ghost Story (série télévisée)
- 1972 : Lieutenant Schuster's Wife (TV)
- 1972 : All My Darling Daughters (TV)
- 1972 : Un juge pas comme les autres (The Judge and Jake Wyler) (TV)
- 1973 : Set This Town on Fire (TV)
- 1973 : The Horror at 37,000 Feet (TV)
- 1973 : La Dernière enquête (Brock's Last Case) (TV)
- 1973 : Crime Club (TV)
- 1973 : Beg, Borrow, or Steal (TV)
- 1973 : Satan's School for Girls (en) (TV)
- 1973 : Runaway (TV)
- 1973 : Death Race (en) (TV)
- 1973 : Opération Hong Kong (en) (That Man Bolt)
- 1974 : The Chadwick Family (TV)
- 1974 : The Sex Symbol (TV)
- 1974 : Aloha Means Goodbye (TV)
- 1975 : The Daughters of Joshua Cabe Return (TV)
- 1975 : Terreur sur le Queen Mary (Adventures of the Queen) (TV)
- 1975 : You Lie So Deep, My Love (TV)
- 1976 : La Foire aux illusions (State Fair) (TV)
- 1976 : The Story of David (TV)
- 1976 : Jim Bridger et Kit Carson (Bridger) (TV)
- 1976 : The Secret Life of John Chapman (TV)
- 1977 : SST: Death Flight (TV)
- 1977 : Ransom for Alice! (TV)
- 1977 : Telethon (TV)
- 1978 : The Defection of Simas Kudirka (en) (TV)
- 1978 : A Family Upside Down (TV)
- 1978 : Les Quatre Filles du docteur March (Little Women) (TV)
- 1979 : Airport 80 Concorde (The Concorde: Airport '79)
- 1980 : Nurse (TV)
- 1980 : Enola Gay: The Men, the Mission, the Atomic Bomb (TV)
- 1981 : Chu Chu and the Philly Flash
- 1983 : Thursday's Child (TV)
- 1983 : The Fighter (TV)
- 1983 : Condamnation sans appel (I Want to Live) (TV)
- 1984 : The Sky's No Limit (TV)
- 1984 : His Mistress (TV)
- 1985 : Le Scandale Hearst (The Hearst and Davies Affair) (TV)
- 1985 : Scandal Sheet (TV)
- 1986 : L'Impossible évasion (The Defiant Ones) (TV)
- 1986 : Les Choix de vie (Choices) (TV)
- 1986 : Trois témoins pour un coupable (Convicted) (TV)
- 1987 : Infidelity (TV)